# Adžievci
Adžievci (makedonsky: Аџиевци) je vesnice v opštině Mavrovo a Rostuša v Severní Makedonii. 

## Demografie
Adživci je tradičně obývána makedonským muslimským obyvatelstvem (Torbeš). 
Podle sčítání lidu v roce 2002 zde žije celkem 149 obyvatel. Etnickými skupinami jsou:
- Makedonci – 93
- Turci – 56

| Rok          | 1948 | 1953 | 1961 | 1971 | 1981 | 1991 | 1994 | 2002 |
| ------------ | ---- | ---- | ---- | ---- | ---- | ---- | ---- | ---- |
| Obyvatelstvo | 117  | 140  | 121  | 151  | 193  | 206  | 204  | 149  |